# Mike Faist
Michael David Faist (nascido em 5 de janeiro de 1992) é um ator norte-americano. Foi aluno da American Musical and Dramatic Academy.

## Início da vida
Michael David Faist nasceu em 5 de janeiro de 1992, em Gahanna, Ohio, e foi adotado por seus pais, Julia e Kurt Faist. A família é dona de um negócio imobiliário. Quando criança, Faist percebeu que queria seguir carreira nas artes cênicas. Ele foi atraído pela dança depois de ver Gene Kelly e Fred Astaire em filmes antigos da MGM, especialmente Kelly em Singin' in the Rain. "Do jeito que ele se apresentava e se movia, ele era capaz de contar uma história por meio do movimento", disse Faist. Aos 5 anos, ele pressionou seus pais a matriculá-lo em aulas de dança e começou a fazer testes para teatro comunitário e teatro infantil. Em uma produção do Columbus Children's Theatre de The Wonderful Wizard of Oz, ele interpretou um dos Lollipop Guild, mais tarde se juntando ao elenco de Oliver! e Alice no País das Maravilhas.
Faist se apaixonou por atuar enquanto frequentava a empresa The Academy of Performing Arts (TAPA) em Columbus, Ohio e enquanto estava na Gahanna Lincoln High School, atuou em várias produções, como Danny Zuko em Grease e Simon em Jesus Christ Superstar. Aos 17 anos, Faist conheceu sua mãe biológica e sua família, que são principalmente pilotos de aviões profissionais. O mais velho de seus dois meio-irmãos o ensinou a voar. Faist obteve desde então sua licença de piloto l.
Em 2009, ele se formou no ensino médio um ano antes e se mudou para Nova York para seguir carreira no palco. Ele se matriculou na American Musical and Dramatic Academy , mas desistiu após dois semestres. Enquanto fazia testes para peças Off-Broadway , ele começou a vender ingressos na Times Square. Em seu primeiro emprego como ator profissional na peça White Christmas , ele estava coletando cupons de alimentação, ganhando US$ 150 por semana e morando nos fundos de um estacionamento do McDonald's.

## Filmografia

### Cinema
| Ano  | Título                              | Papel                                  | Notas          |
| ---- | ----------------------------------- | -------------------------------------- | -------------- |
| 2012 | The Unspeakable Act                 | Tony                                   |                |
| 2015 | Yellow                              | Skip                                   | curta-metragem |
| 2015 | Touched with Fire                   | Paciente adicional da ala psiquiátrica |                |
| 2015 | The Grief of Others                 | Gordie Joiner                          |                |
| 2016 | Our Time                            | Benny                                  |                |
| 2017 | I Can I Will I Did                  | Ben                                    |                |
| 2017 | Active Adults                       | Adolescente                            |                |
| 2018 | Wildling                            | Lawrence                               |                |
| 2020 | The Atlantic City Story             | Arthur                                 |                |
| 2021 | West Side Story                     | Riff                                   |                |
| 2022 | Pinball: The Man Who Saved the Game | Roger Sharpe                           |                |
| 2023 | The Bikeriders                      | Danny Lyon                             |                |
| 2024 | Challengers                         | Art Donaldson                          |                |

### Televisão
| Ano  | Título                            | Papel             | Notas                              |
| ---- | --------------------------------- | ----------------- | ---------------------------------- |
| 2012 | Dancing with the Stars            | Ele mesmo         | Performance/Conjunto de Convidados |
| 2015 | Eye Candy                         | Olsen             | 1 episódio                         |
| 2017 | Law & Order: Special Victims Unit | Glenn Lawrence    | 1 episódio                         |
| 2018 | Deception                         | Ben "Mekka" Evans | 1 episódio                         |
| 2021 | Panic                             | Dodge Mason       | Elenco principal                   |

### Teatro
| Ano       | Título                 | Papel                                 | Localização l                    | Notas            |
| --------- | ---------------------- | ------------------------------------- | -------------------------------- | ---------------- |
| 2011      | Newsies                | Morris Delancey u/s Jack Kelly        | Paper Mill Playhouse             | Regional         |
| 2012–2013 | Newsies                | Morris Delancey u/s Jack Kelly        | Nederlander Theatre              | Broadway         |
| 2014      | Appropriate            | Rhys Thurston                         | Pershing Square Signature Center | Off-Broadway     |
| 2014      | Alice by Heart         | White Rabbit/Alfred Hallam/March Hare | MCC Theater                      | Workshop         |
| 2015      | A Month in the Country | Aleksei Belyaev                       | Classic Stage Company            | Off-Broadway     |
| 2015      | Dear Evan Hansen       | Connor Murphy                         | Arena Stage                      | Regional         |
| 2016      | Dear Evan Hansen       | Connor Murphy                         | Second Stage Theater             | Off-Broadway     |
| 2016–2018 | Dear Evan Hansen       | Connor Murphy                         | Music Box Theatre                | Broadway         |
| 2018      | Days of Rage           | Spence                                | Second Stage Theater             | Off-Broadway     |
| 2023      | Brokeback Mountain     | Jack Twist                            | @sohoplace                       | West End theatre |